# 科馬里夫卡 (柳巴希夫卡區)
47°35′15″N 30°19′24″E / 47.58750°N 30.32333°E
科馬里夫卡（烏克蘭語：Комарівка）是位於烏克蘭西南部的村莊，由敖德萨州波季利斯克区的柳巴希夫卡市鎮負責管轄。該村始建於1796年，面積2.42平方公里，海拔高度45米，2001年人口232，人口密度每平方公里96.03人。